# Vredefort-krateret
Vredefort-krateret er det største bekræftede meteoritkrater på jorden. Det ligger i Free Stateprovinsen i Sydafrika nær byen Vredefort, som krateret har navn efter. Krateret omtales også som Vredefort-domen eller som Vredefort impact structure.
Asteroiden, som slog ned ved Vredefort, er én af de største, som har ramt jordens overflade, og det er beregnet, at den kan have haft en diameter på mere end 10 km. Krateret har en diameter på ca. 300 km. Krateret blev dannet for 2.023 millioner år siden i den paleoproterozoiske tidsalder, og krateret er det næstældste på Jorden. Det ældste er Suavjärvi-krateret i Karelen.
Vredefort-krateret er et af få kratere med mange ringe, en form som er almindelig andre steder i solsystemet som f.eks. Valhalla-krateret på Jupiters måne Callisto. De fleste fler-ringformede kratere på jorden er ødelagt af erosion eller kontinentaldrift.

## Eksterne kilder og henvisninger
1. ↑  We Might Have Underestimated The Size of The Asteroid Behind Earth's Largest Crater. ScienceAlert 2022

- unep-wcmc.org: faktaark
- Earth Impact Database Arkiveret 5. marts 2010 hos  Wayback Machine
- Hartebeesthoek Radio Astronomy Observatory: faktaark
- Satellite image of Vredefort crater from Google Maps

- Wikimedia Commons har flere filer relateret til Vredefort-krateret